# シソスクス
シソスクス（学名：Hsisosuchus）またはシイソスクスは、現在の中華人民共和国から化石が産出している、絶滅したワニ形上目の属。本属には中期ジュラ紀のH. dashanpuensisと後期ジュラ紀のH. chungkingensisおよびH. chowiの3種が分類される。全長約3メートルの中型の捕食動物であったとみられる。フルイタチャンプサやゾスクスといった他の基盤的ワニ形類と異なり、二次口蓋が存在しない。

## 上位分類

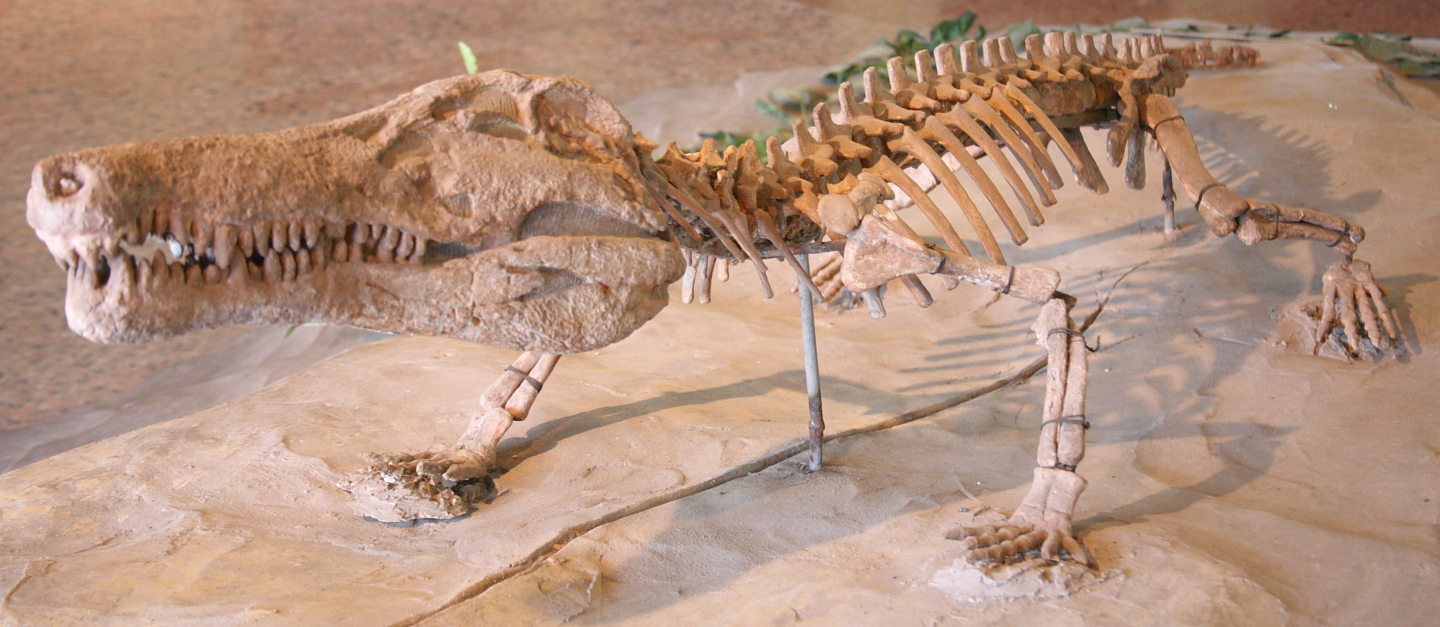
Hsisouchus chunkingensis骨格レプリカ

シソスクス属と他のワニ形類との類縁関係は複数の説が提唱されている。1つは中正鰐類の基盤的な位置に置くもの、もう1つは中正鰐類の外群に置くものである。本項の生物分類表ではAdams (2013)とそれを出典とする小林 (2013)に基づき、中正鰐類としている。
シソスクスを中正鰐類の外群に置くClark (2011)の系統樹では、本属は中正鰐類と姉妹群の関係にある。Adams (2013)の系統樹では本属は系統解析に含められたワニ形類のうち中正鰐類で最も基盤的な位置に置かれており、フルイタチャンプサや新鰐類・ノトスクス類よりも基盤的とされる。いずれの系統樹においても、シソスクスはプロトスクス科やゴビオスクス、ザラアスクス、シチュアノスクス、シャントゥンゴスクス、ゾスクスよりも派生的である。

## 下位分類
H. chungkingensisの化石は重慶市の付近に分布する上部沙溪廟層で産出した。ホロタイプ標本は頭蓋骨の骨格と尾の皮骨板からなる。後により完全な標本が発見・記載されており、本標本からは本種の体骨格について多くの情報がもたらされている。H. dashanpuensisは下部沙溪廟層で発見されている。
H. chowiも上部沙溪廟層で発見されている。ホロタイプ標本はほぼ完全な頭蓋骨、下顎、大部分の脊柱、部分的な肩帯および腰帯、大部分の前肢、後肢の断片、および多数の皮骨板から構成されている。H. chungkingensisとは、鼻骨の間に浅い長軸方向の窪みが存在すること、前頭骨の眼窩の縁に沿って稜が存在すること、上側頭窓の内側の縁に沿って明瞭な稜が存在すること、鱗状骨の後外側突起が外側・下側・後側に長く伸びていて鱗状骨が結果として内側にアーチを描くこと、翼状骨の内腹側稜が翼状骨の本体に起源を持つこと、また内鼻孔がより前側に位置することといった頭蓋骨の特徴に基づいて識別可能である。